# Новоникольское (Пильнинский район)
Новоникольское — деревня в Пильнинском районе Нижегородской области России, входит в состав Медянского сельсовета. 

## История
Один из старейших населённых пунктов региона. 

### XVII век
Первые документальные сведения о Новоникольском относятся к концу  XVII веку как о владении стольника Левашова — селе Новое Никольское и деревне Петряксы. 

### XVIII век
В течение XVIII века село Новое Никольское принадлежало Левашовым, в середине века часть населения деревни Петряксы перевели в село (о чём упомянуто в ревизских сказках 1762 года). В конце XVIII века село лишилось своей церкви и сменило свой статус на сельцо.
В «Ведомости Симбирского наместничества за 1780 год» указано число ревизских душ в селе: "село Ново-Никольское – 194 ревизских душ (помещичьих крестьян)".

### XIX век
В XIX веке жители сельца Ново-Никольского прихожане храма Иоанна Богослова в селе Каменка.
По описаниям селений Симбирской губернии за 1859 год количество жителей было следующим «село Никольское (Новое село) — 41 двор, 162 мужчины, 178 женщин».
В результате административной реформы 1861 года сельцо Ново-Никольское (Новое Село) входит в состав Знаменской волости Курмышского уезда Симбирской губернии.
В 1875 году, во время своей поездки по Симбирской губернии, сельцо Новоникольское и соседнее село Каменка посетил шотландский фотограф Вильям Каррик. Его фотографии местных жителей, храма Иоана Богослова, ярмарки в селе Каменка доступны в сети и музеях Санкт-Петербурга

### XX век
Согласно информации их сборника «Постановления и распоряжения Всероссийского Центрального Исполнительного Комитета IX созыва и его Президиума. РСФСР. ЦИК. Созыв (9)» за 1922 год об упразднении Курмышского уезда, сельцо Новоникольское и другие населённые пункты Каменской волости отнесены к составу Сергачского уезда.
В 1929 - 1930 годах в составе Сергачского района Арзамасского округа.
К 30-м годам XX века численность населения выросла, что отразилось в создании нового населённого пункта — деревня Елховка.
На 1 января 1966 года в составе Романовского сельсовета.
На 1 января 1975 года в составе Каменского сельсовета.

### XXI век
В 2001 году в составе Каменской сельской администрации:
код территории - 22245822004
число хозяйств - 60
число жителей - 102
С 28 августа 2009 года в составе Медянского сельсовета. 

## Население
| 2002 | 2010 |
| ---- | ---- |
| 96   | ↘46  |